# Tronville
Tronville ist eine französische Gemeinde mit 195 Einwohnern (Stand 1. Januar 2022) im Département Meurthe-et-Moselle in der Region Grand Est (vor 2016 Lothringen). Sie gehört zum Arrondissement Toul (bis 2022: Arrondissement Briey) und ist Mitglied im Gemeindeverband Communauté de communes Mad et Moselle. Die Einwohner werden Tronvillois(es) genannt.

## Geografie
Die Gemeinde liegt etwa 46 Kilometer nördlich von Toul und etwa 19 Kilometer westsüdwestlich von Metz an der Grenze zum Département Moselle. Nachbargemeinden sind Mars-la-Tour im Nordwesten und Norden, Rezonville-Vionville (im Département Moselle) im Osten, Chambley-Bussières im Süden sowie Puxieux im Westen. Die Gemeinde besteht aus dem Dorf Tronville und dem Weiler Ferme de Saulcy. Im Südosten verläuft das Flüsschen Gorze.
Das Gemeindegebiet liegt innerhalb des Regionalen Naturparks Lothringen. Über 96 % der Fläche der Gemeinde wird landwirtschaftlich genutzt. Die Route départementale D903 (frühere Route nationale 403) durchquert das nördliche Gemeindegebiet. Das Zentrum von Tronville selbst liegt relativ fernab von größeren Verkehrsachsen. Die Route départementale D142 verbindet es mit Puxieux im Westen und Vionville im Osten.

## Geschichte
Funde aus gallo-römischer Zeit belegen eine frühe Besiedlung. Erste namentliche Erwähnung erfuhr der Ort als Trouvile im Jahr 1239. Tronville gehörte zur Provinz Trois-Évêchés (Drei Bistümer), die faktisch 1552 vom Heiligen Römischen Reich an Frankreich fiel. Von 1810 bis 1833 war Tronville in Mars-la-Tour eingegliedert. 1845 trennte sich Puxieux ab. Die Gemeinde lag bis 1871 im alten Département Moselle. Von 1871 bis 1918 und von 1940 bis 1945 war Tronville Grenzort zu Deutschland.

## Bevölkerungsentwicklung
| Jahr                       | 1962 | 1968 | 1975 | 1982 | 1990 | 1999 | 2007 | 2019 |
| Einwohner                  | 175  | 163  | 133  | 124  | 174  | 192  | 217  | 200  |
| Quellen: Cassini und INSEE |      |      |      |      |      |      |      |      |

## Sehenswürdigkeiten
- Mehrere Bauernhäuser aus dem 18. und 19. Jahrhundert
- Kirche Saint-Epvre (nach hl. Aprus, Bischof von Toul); Glockenturm aus dem 12. Jahrhundert, Chor aus dem 13. Jahrhundert, Langhaus datiert aus dem Jahr 1766
- Grabmal mit einem weinenden Mann und einer weinenden Frau auf dem Dorffriedhof
- Denkmal für die Gefallenen[1]